# 日華化學前站

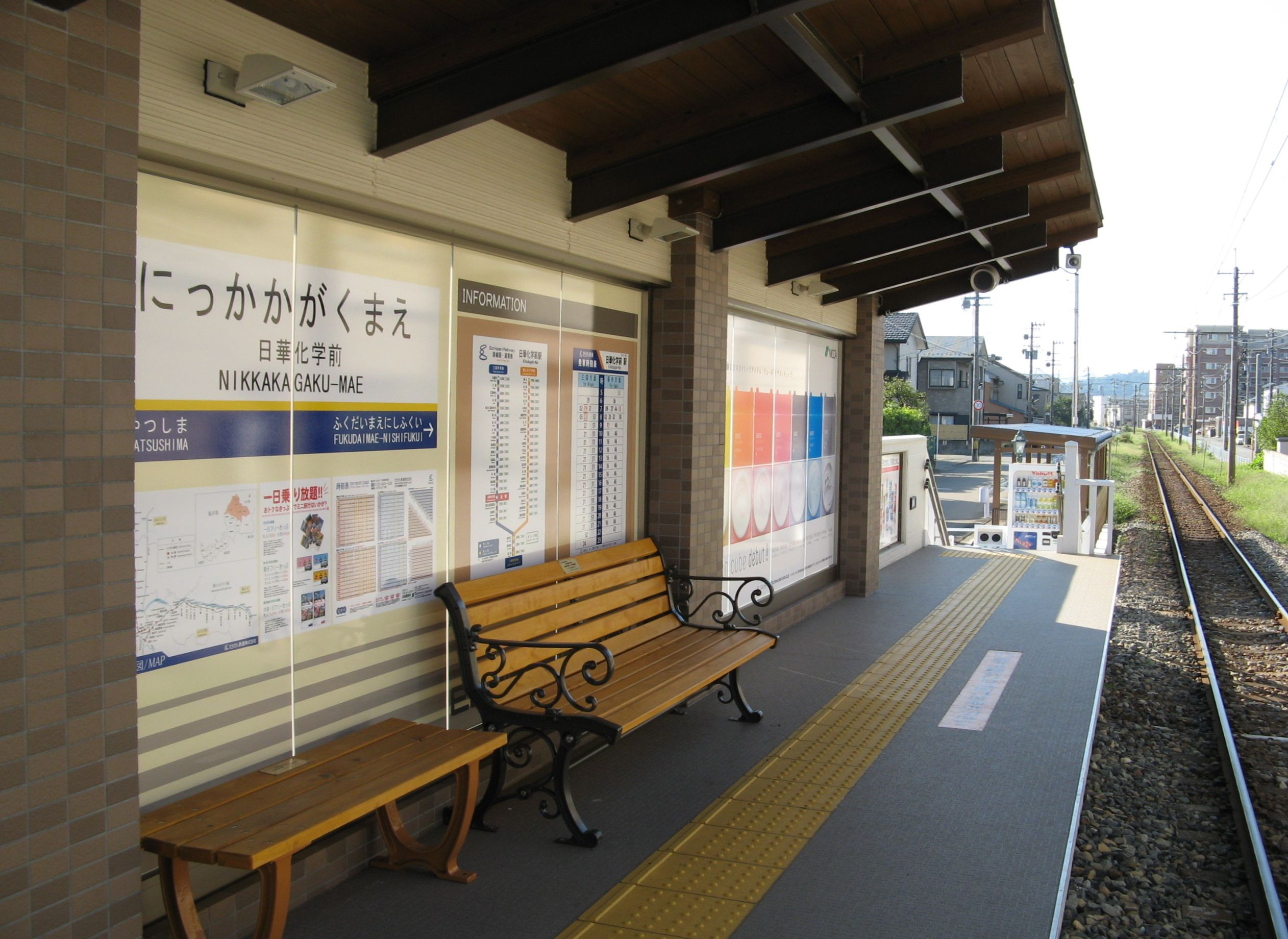
月台

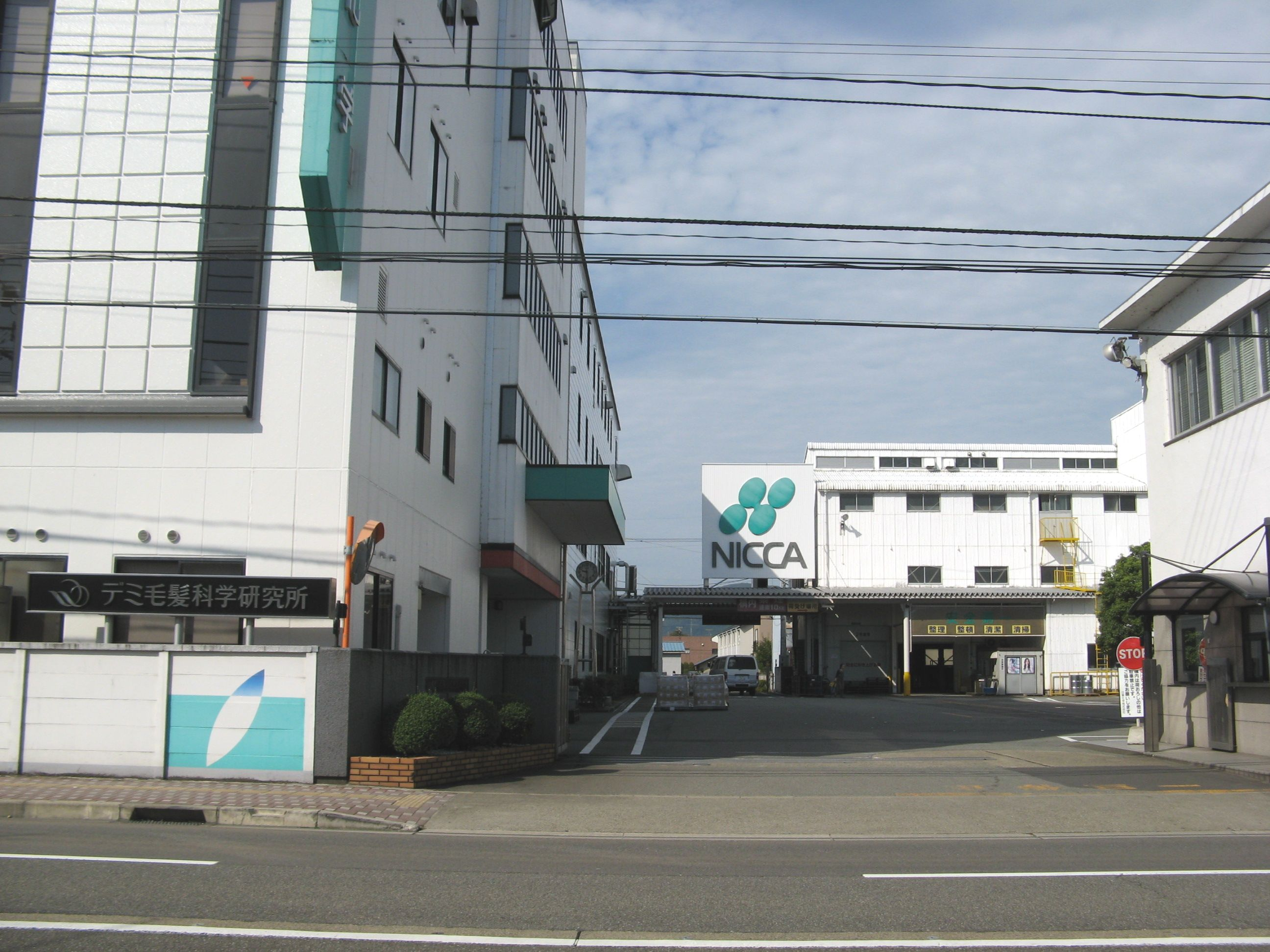
日華化學總部

日華化學前站（日语：／ Nikkakagaku-Mae eki */?）是位於福井縣福井市大宮四丁目，越前鐵道的三國蘆原線車站。車站編號為E28。
此站是在當地請願下開設的請願站。站名的冠名權在經過日華化學內部問卷調查後才決定。成為了福井縣內首個設有冠名權的車站。
另外在京福電鐵時代（1970年代）前，第一代八島站位於現時日華化學前站靠近住宅區一方（舊田中洋行八島工場內）。在越前鐵道接管前已經廢止，與現時的日華化學前站沒有關係。

## 車站構造
車站是一座地面車站，設有1面1線單式月台。
與同日啟用，位於北邊的第二代八島站相同，為了未來LRT化，月台以混凝土作為月台基礎，再添加縣產木材提高月台高度。在2016年3月27日，福井鐵道開始駛入此站，越前鐵道為了引入低地台車輛，部分月台位置把提高了的木材撒走，剩下的基礎部分，使月台變為低地台月台。
車站南邊設有飯品自動販賣機，於南邊設有福井市單車停泊場。

## 歷史
- 2007年9月1日：車站啟用[1][2][3]。
- 2024年10月11日：越前鐵道及福井鐵道均可使用ICOCA及全國通用IC卡付款[6][7]。

## 使用狀況
以下為一日平均上下車人次：
| 上下車人次變化 | 上下車人次變化 |
| 年度           | 1日平均人次    |
| -------------- | -------------- |
| 2011年         | 188            |
| 2012年         | 212            |
| 2013年         | 224            |
| 2014年         | 210            |
| 2015年         | 219            |
| 2016年         | 270            |
| 2017年         | 296            |
| 2018年         | 284            |
| 2019年         | 280            |
| 2020年         | 238            |
| 2021年         | 124            |

## 車站周邊
車站附近設有住宅區。
- 日華化學（日语：日華化学）（總部、綜合研究所、毛髪科學研究所、北陸分店總部工場）
- 啓新高等學校（日语：啓新高等学校）
- 福井大學文京校園（運動場、北門）
- 福井文京郵局
- 國道416號（日语：国道416号）（藤島通）
- 福井縣道·石川縣道5號福井加賀線（日语：福井県道・石川県道5号福井加賀線）（蘆原街道）

## 巴士路線
- 京福巴士（日语：京福バス） 日華化學前巴士站（東南方約300米，在福井加賀線）
  - 北行 新田塚方向
    - 21 幾久、新田塚線（先經福井大學前） 經幾久、町屋町 前往福井站
    - 24 福井綜合診所線（經福井大學前） 前往福井綜合診所 ※星期六、假日暫停服務

  - 南行 福井大學前、上吳服町方向
    - 20 幾久、新田塚線（先經幾久） 前往福井站
- 福井市地域社區巴士「日新Sansan巴士」 大宮五丁目東巴士站（西邊約150米） - 由京福巴士運行
  - 日新地區、三郎丸、日光、田原町方向循環 ※星期三、日、假日、盂蘭盆節、年尾年初暫停服務

## 相鄰車站
越前鐵道
■三國蘆原線
□快速（只有上行班次）、■急行（所有班次均直通至福井鐵道福武線）、■普通
福大前西福井（E27）－日華化學前（E28）－八島（E29）

## 注腳
1. 1 2 3 4 5  川島 2010，第83頁.
2. 1 2  朝日 2011，第9頁.
3. 1 2 3 4  . 福井新聞. 2007-09-02: 2 （日语）.
4. ↑  . 福井新聞. 2017-07-21  [2021-03-16] （日语）.
5. ↑  川島 2010，第29頁.
6. ↑  えちぜん鉄道と福井鉄道 交通系ＩＣカード導入１０月１１日〜 （页面存档备份，存于），NHK News，2024年9月22日。
7. ↑  えちぜん鉄道と福井鉄道が交通系ICカード導入　10月11日からICOCA、Suicaなどでキャッシュレス決済対応 （页面存档备份，存于），福井新聞，202年9月7日。
8. ↑  國土數値情報　駅別乗降客數データ （页面存档备份，存于） - 統計情報リサーチ，2024年2月6日閱覽。

## 外部連結
- 日華化學前站 （页面存档备份，存于）（日語） - 越前鐵道
- 電車越前鐵道：日華化學前（日語） - 福井鐵道